# Jüdische Leichenhalle (Chemnitz)

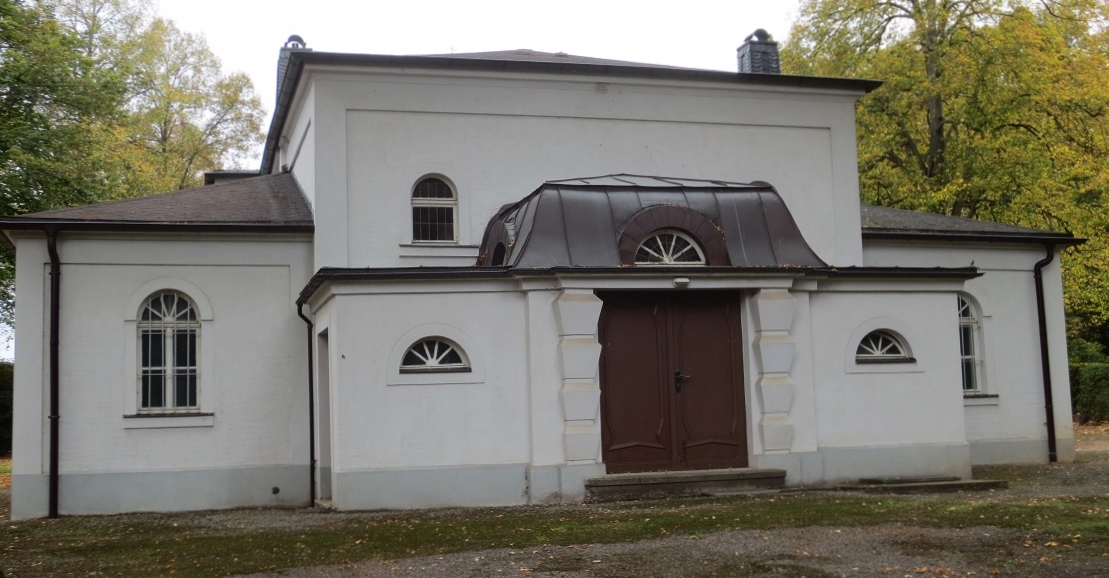
Leichenhalle auf dem jüdischen Friedhof in Chemnitz

Die Leichenhalle auf dem jüdischen Friedhof in Chemnitz, einer Stadt im Südwesten des Freistaates Sachsen, wurde 1882 errichtet. Das Taharahaus ist als Einzeldenkmal auf der Liste der Kulturdenkmale in Chemnitz-Altendorf aufgeführt.
Das Landesamt für Denkmalpflege Sachsen schreibt: „...qualitätvolle, in expressionistischen Formen umgebaute Leichenhalle...“